# Золотинкина, Ирина Анатольевна
Ири́на Анато́льевна Золоти́нкина — российский искусствовед. Старший научный сотрудник, хранитель фонда плаката отдела гравюры XVIII — начала XXI веков Государственного Русского музея.

## Биография
В 2009 году защитила диссертацию на соискание учёной степени кандидата искусствоведения на тему «Журнал „Старые годы“ и ретроспективное направление в художественной жизни Петербурга: 1907—1916».
Работала в Музее Революции (ныне Музей политической истории России; 1986—1988), затем в ГМЗ «Петергоф» (1988—1996). Впоследствии — старший научный сотрудник, хранитель фонда плаката отдела гравюры XVIII — начала XXI веков Государственного Русского музея.

## Куратор
- 2014 — «Киноплакат из собрания Русского музея», Государственный Русский музей, Мраморный дворец, Санкт-Петербург[3][4]